# Trey Lewis (basket-ball)
Pour les articles homonymes, voir Trey Lewis.
Trey Lewis, né le 18 octobre 1992, à Garfield Heights en Ohio, est un joueur américain de basket-ball. Il évolue au poste de meneur.